# مسابقات ژیمناستیک هنری مردان اروپا ۱۹۵۵
مسابقات ژیمناستیک هنری اروپا ۱۹۵۵ اولین دوره مسابقات ژیمناستیک هنری مردان اروپا است که در فرانکفورت، آلمان برگزار شده است.

## جدول مدال‌ها
|     |                    |   |   |   |       |
| رده | کشور               |   |   |   | مجموع |
| ۱   | اتحاد جماهیر شوروی | ۶ | ۳ | - | ۹     |
| ۲   | آلمان غربی         | ۲ | ۲ | ۲ | ۶     |
| ۳   | چکسلواکی           | ۱ | ۱ | - | ۲     |
| ۴   | سوئد               | - | ۳ | - | ۳     |
| ۵   | لوکزامبورگ         | - | - | ۱ | ۱     |
| ۵   | اتریش              | - | - | ۱ | ۱     |